# Мравка листорез
Мравките листорези (Atta cephalotes) са вид насекоми от семейство Мравки (Formicidae).

## Разпространение
Разпространени са в тропическите гори на Америка, от Юкатан до Бразилия.

## Начин на живот
Образуват колонии, наброяващи до 5 милиона мравки, разделени в специализирани касти, като царицата може да живее до 15 години. Хранят се като отглеждат гъби, които снабдяват с хранителен материал, главно листна маса. Мравуняците им могат да достигнат дълбочина от 7 m.